# L'Étrusque
L’Étrusque (sous-titré Turms, l'immortel ; titre original : Turms, Kuolematon) est un roman finlandais de Mika Waltari publié en 1956, relatant les aventures d'un jeune homme, Turms. C'est une enquête historique et aussi une quête initiatique qui commence vers 480 av. J.-C. Ce roman raconte le développement spirituel de Turms, au cours de ses aventures de Grèce en Sicile, puis à Rome, et enfin en Étrurie qui est devenue ensuite la Toscane. Il y apprend par des révélations successives son immortalité puis ses devoirs envers l'avenir de son peuple.
Cet ouvrage contient de nombreux événements historiques, mais la façon dont Turms s’y mêle est fictive et romancée avec des éléments surnaturels et fantastiques.

## Le récit
Au Ve siècle av. J.-C., Turms ne sait rien de son enfance. Il a été frappé par la foudre et il a mystérieusement survécu, choisi par les dieux et les déesses et protégé par son esprit tutélaire qu'il ignore encore. Il se doit d'accomplir une mission qu'il doit absolument découvrir. Il voyage à travers la Méditerranée en s'opposant tout d'abord aux Perses, tout en recherchant à la fois ses origines et son devenir. Il croise d’abord Doriéos un jeune spartiate qui rêve de guerres et de venger son héros de père. Puis ils embarquent avec Dyonisios qui est le capitaine d’une flotte de bateaux qui deviennent des pirates. Le médecin Mikon se joint à l’expédition qui les conduit contre vents et marées en Sicile, où il découvre la prêtresse d’Aphrodite, Arsinoë qui séduit tous les hommes et dont il tombe amoureux. Il l'enlève du temple pour en faire sa compagne jusqu'à Rome où il manque d’être tué. Turms découvre à la fin de ce périple héroïque et chaotique, les antiques cités sacrées étrusques ainsi que le pourquoi de sa vie errante et passionnée.

## Historique, style et critique

### Historique
Mika Waltari débute très tôt comme auteur. Après des poèmes, il publie à 17 ans La fuite devant Dieu. Son plus grand succès et roman historique est Sinouhé l'égyptien publié en français dès 1947 chez Gallimard puis réédité, qui lui vaut un renom international et qui est adapté en films. Son second roman historique L’Étrusque n'a pas le même succès, bien que traduit en français par Jean-Pierre Carasso et réédité successivement chez trois éditeurs différents,,, car il s'y ajoute des événements surnaturels et fantastiques qui surprennent ses lecteurs, alors qu'on en trouve seulement le côté fantastique chez Tolkien avec Le Seigneur des anneaux et chez Charles Duits avec Ptah Hotep puis Nefer. Le style est aussi dense en informations, aussi bien réaliste que sensoriel et surréel, ce qui fait que la lecture s'en trouve ralentie et plus longue par rapport à Sinouhé l'égyptien et ses autres romans.

### La vie de Mika Waltari
Mika Waltari est un écrivain, journaliste et traducteur, qui a beaucoup voyagé depuis son voyage à Paris en 1927 et 1928, puis en Europe et au Moyen-Orient. Il va même jusqu'en Hongrie et Turquie. Après des études de théologie pour répondre au vœu posthume de son père pasteur, il s'oriente vers la philosophie, l'esthétisme,la littérature et l'histoire. Au début de L’Étrusque, il se définit en tant qu'auteur en disant « J'écris pour vaincre le temps et pour me connaître. Mais puis-je vaincre le temps ? Cela, je l'ignorerai toujours, car je ne puis savoir si les écrits effacés survivent néanmoins. Aussi me contenterai-je d'écrire pour me connaître ». Cette déclaration personnelle, pourrait tout aussi bien s'appliquer à l'odyssée de Turms, tel un anti-héros qui cherche désespérément à se connaître, au travers des difficultés et des plaisirs de la vie qu'il traverse et sans s'y attacher dans le temps.

### Lecture du résumé du roman
Les nombreuses péripéties et renversements de situation de L’Étrusque demandent parfois un premier effort de lecture jusqu'à ce que l'on soit pris par l'intrigue et que l'on ne puisse plus la quitter. Ce roman singulier est cependant très structuré en dix livres qui sont chacun aussi répartis en chapitres. Voici un résumé de chacun de l'ensemble des livres pour une approche globale plus synthétique et temporelle des mystères cachés qui sont progressivement révélés. Pour la compréhension des résumés de ces dix livres qui sont eux-mêmes parfois très longs, l'introduction de sous-titres en facilitera la lecture. La seule lecture des sous-titres, et aussi des nombreuses citations, peuvent suffire à comprendre et à apprécier la structure littéraire ainsi que l'apport historique et stylistique de ce roman.

## Carte et lieux

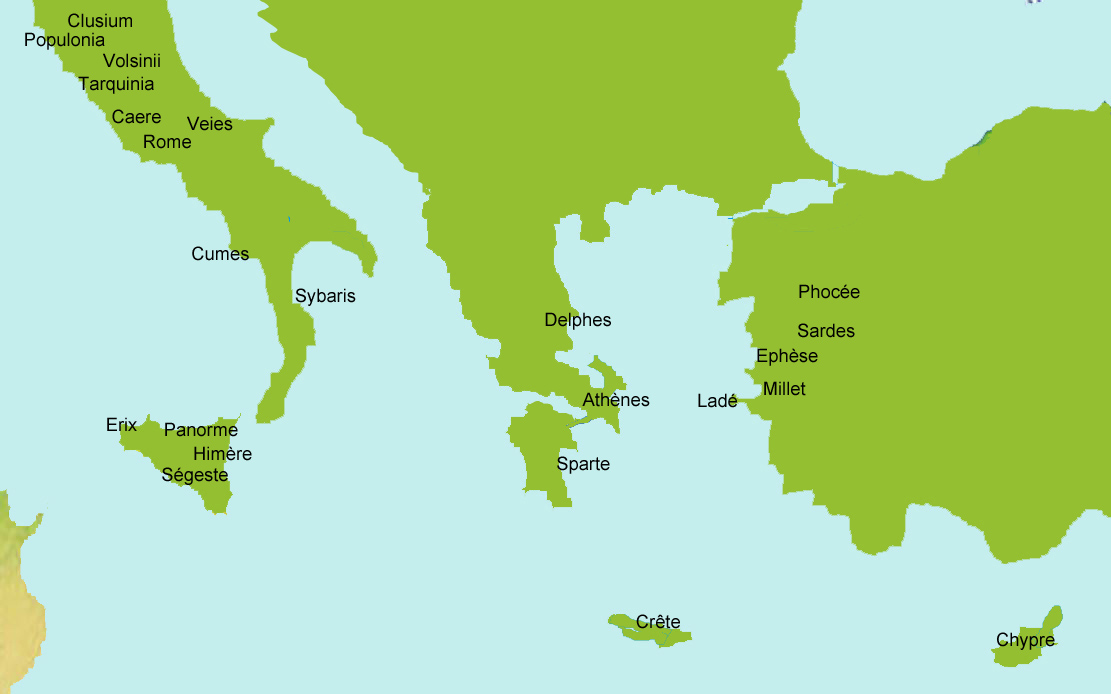
Les voyages de Turms l’Étrusque

Les aventures historiques et la quête de Turms se passent dans la mer Méditerranée antique, entre les années 520 et 480 av. J.-C., selon le titre de l'édition originale finlandaise. Les dix livres du roman permettent d'établir les différents lieux successifs de son épopée.
Turms est âgé de sept ans lorsque son père l'envoie à Sybaris d'où il doit fuir pour Milet. Puis après avoir brûlé, le temple de Cybèle à Sardes qui incendia après la ville, il s'enfuit à Éphèse et il est frappé par la foudre. Il repart à Delphes pour aller demander l'oracle de la Pythie et le pardon des prêtres d'Apollon. Revenu à Milet, puis à Ladé où il s'embarque. La flotte fuit les navires de guerre perse et part vers le sud. Ils abordent à Cos puis passent près de Rhodes en allant jusqu'aux côtes de Chypre. Leur périple maritime revient ensuite vers l'Italie et s’arrête au nord-ouest de la Sicile, où Turms et ses compagnons arrivent à Himère.
Leurs aventures tant maritimes que terrestres, se poursuivent ensuite en Sicile en passant plusieurs fois par Ségeste, Erix, Panorme, le pays des Sicanes, puis en revenant au port de Panorme. Ensuite, sur le bateau d'un marchand étrusque, Turms et les siens arrivent à Rome, puis en pays Étrusques, dont Turms visite les cités durant une année. Il repart ensuite avec la flotte étrusque et les carthaginois pour conquérir Panorme en Sicile, d'où ils doivent fuir après la bataille qu'ils perdent contre les grecs et leurs alliés de la garnison d'Erix. Les deux vaisseaux étrusques rescapés débarquent ensuite à Cumes en Italie où la Pythie embrasse Turms, puis repartent au nord jusqu'à Tarquinia en Étrurie. La quête de Turms, de ses origines et de sa destinée continue. Il revient à Rome où il doit être décapité, mais il est ensuite sauvé par la doyenne des vestales. Turms repart en pays étrusque, après avoir quitté Rome définitivement et aussi Arsinoé qui a épousé Tertius Valerius. Il découvre la tombe de son père, Lars Porsenna, qui fut roi de Clusium. Puis Turms est conduit à Volsinii pour reconnaître qu'il est un Lucumon immortel en participant au festin des dieux, avant de s'apprêter enfin à mourir après avoir terminé d'écrire son histoire.

## Les personnages principaux

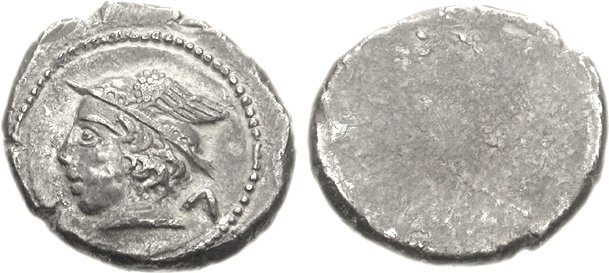
De gauche à droite : Turms au casque ailé et Λ, symbole de la valeur.

Les personnages principaux du roman ont des caractères complexes et changeants qui se révèlent au cours du temps. Turms n'est pas intéressé par l'argent ou le pouvoir et il cherche à se connaître lui-même au péril de sa vie. La grande prêtresse de la déesse d'Aphrodite à Erix, devient malgré elle Arsinoé son épouse, bien que souvent elle soit sous l'emprise amoureuse de Turms ce qu'elle ne s'explique pas. Elle est attirée par l'or, l'argent et le pouvoir qu'elle avait eu avant dans le temple à Erix, et elle séduit les hommes proches de Turms tout en lui mentant effrontément. Ses trois enfants successifs ne sont pas de Turms. Hiouls est le fils de Dorieos un grand guerrier spartiate héroïque qui est vaniteux de ses origines. Mismé est la fille de Mikon un médecin compétent mais lâche et qui aime se soûler. Son deuxième fils ensuite, fut celui du chef de guerre Coriolan, qui pour elle, fit ensuite quitter son armée qui assiégeait victorieusement Rome. Elle le déclara fils du patricien romain Tertius Valerius, vieux, très riche d'argent et de pouvoir, et qui était malade. Elle épousa ensuite le vieillard romain par vanité et sécurité en prétendant qu'il lui avait donné un fils. Ce fut aussi le prétexte pour Arsinoé de pouvoir enfin quitter Turms, qu'elle accusa d'infidélité avec Hanna qui lui avait donné un fils. Turms rencontra son fils et Hanna, saine et sauve et ayant échappé à l'esclavage et à la prostitution, à la fin du roman. Peu d'autres hommes gravitent encore autour de Turms et d'Arsinoé. Dionysios de Phocée est aussi l'un des premiers personnages principaux avec Dorieos et Mikon. Dionysios est le capitaine maritime incontesté, qui aime l'or et les trésors piratés, mais qui seul résiste aux charmes d'Arsinoé et à ses présents. Xénodote ensuite est un grec qui est devenu un espion du grand roi perse Darius Ier. Il n'arrive pas à séduire Turms chez les Sicanes, mais il est très riche et lui donne de l'or, et ensuite encore à Rome pour servir les ambitions d'extension de l'empire perse avec l'aide des étrusques et de Carthage. Deux autres étrusques ont des rôles importants dans le roman auprès de Turms. Le premier Lars Alsir à Himère lui offre des présents mystérieux comme l'hippocampe noir et le conseille pour revenir dans son pays et accomplir sa mission d'immortel. En Étrurie ensuite Lars Arnth le conseille politiquement, lui fait gagner une fortune aux dés, et finalement il gagne le combat rituel qui permet de désigner le meilleur des douze cités puis il épouse Mismé.
Les ancêtres morts comme le père de Dorieos qui descends lui-même d’Herakles, puis Lars Porsenna, le père de Turms qui retrouve son pays sur sa tombe, sont très présents dans le roman, ainsi que les oracles des Pythies, les lucumons immortels et les dieux éternels. Turms (qui est le dieu Mercure en latin et Hermès en grec) est lui-même un dieu étrusque éternel qui est le messager des dieux, le dispensateur de présents et le dieu des voyageurs. Il est aussi l'homonyme de Turms, le héros de l'histoire, qui découvre qu'il est un lucumon immortel. Puis, même si les déesses Artémis et Aphrodite s'affrontent entre elles et ramènent sur terre Turms par leurs charmes divins de la protection et de l'amour, le dieu Volumna le changeant lui donne aussi le pouvoir sur la mer, les vents et les éclairs, lorsqu'il entre en transe dans ses danses divines. Et puis, au cours du festin des dieux apparaît Turan, la déesse coiffée de murailles qui est voilée, qui réunit en elle les qualités complémentaires d'Artémis et d'Aphrodite. À la fin du festin des dieux, surgit encore un être immobile plus grand que les mortels et les dieux qui annonce la fin d'une ère, qui n'est autre sans doute que la fin de la civilisation étrusque. Car cette antique et libre civilisation paisible et joyeuse du pays étrusque est absorbée progressivement au cours du temps par les romains au sud et les celtes au nord, jusqu'à ce que l'Étrurie ancienne devienne la Toscane italienne. Cependant, le plus discret et le plus important de tous ces êtres, est l’esprit tutélaire de Turms, qui le guide et le protège depuis toujours, comme un témoin caché et silencieux de son évolution personnelle de conscience, et qui lui fait découvrir qu'il est d'abord un roi mortel puis enfin un Lucumon né immortel. Son esprit tutélaire qui règne et veille mystérieusement sur sa destinée, se révèle alors à lui et l'enveloppe de ses ailes à la fin de sa quête de mortalité, et avant qu'il ne se réincarne ensuite sur terre quand le temps sera venu.

## Commentaire et bibliographie
Des publications ont été écrites sur les œuvres et la vie de Mika Waltari, mais peu semble-t-il à propos de son dernier livre historique l'Étrusque. « Quelles peuvent être les sources de l’Étrusque ? », dès 1927, l'auteur vint à Paris, puis de 1930 à 1940, il voyagea beaucoup en Europe. Sa première source est le département des Étrusques du musée du Louvre qu’il évoque en 1937. À l’époque, on savait peu de choses sur les Étrusques et il a sans doute lu tout ce qu’il pouvait trouver sur le sujet.
Dans un premier court texte de ses Écrits, édité en 2005, le Pr finlandais Panu Rajala (fi) a publié Le sentier Étrusque sur l’inspiration et la préparation de Mika Waltari pour l’écriture ensuite de son épais roman l’Étrusque. Dans ce texte, il écrit d’abord qu’en septembre 2005, la Société Mika Waltari, a fait connaître ses œuvres dans les anciennes villes étrusques de Toscane et d’Ombrie. Dans ces cités, il y a des milliers de tertres funéraires étrusques et de peintures murales. Il a été rapporté ensuite que Mika Waltari s’est rendu à Orvieto (Volsinies était l'une des douze villes étrusques de la dodécapole étrusque). Il y fit alors un séjour d’un mois et demi, en se plongeant dans les musées et en visitant les lieux de sépultures. Il a été possible de retrouver l’hôtel Reale où il fut logé. Son ancien hôte s’est souvenu du passage de Mika Waltari à la fin de l’année 1954, deux ans avant la première édition de l'ouvrage. Le propriétaire de l’hôtel interrogé, s’est alors souvenu d’un écrivain rêveur qui avait l’impression de vivre dans un autre monde que d’autres clients.
Pour Panu Rajala – Turms, l’immortel, est le roman mystique de l’auteur, le thème principal de la possibilité de l’immortalité divine de l’homme.
- Panu Rajala, Écrits. Le sentier étrusque, 2005
- Dominique Briquel, Les Étrusques, Presses universitaires de France, 2005
- Jean-Noël Robert, Les Étrusques, Belles Lettres, 2004

## Dix livres successifs composant « L’Étrusque »

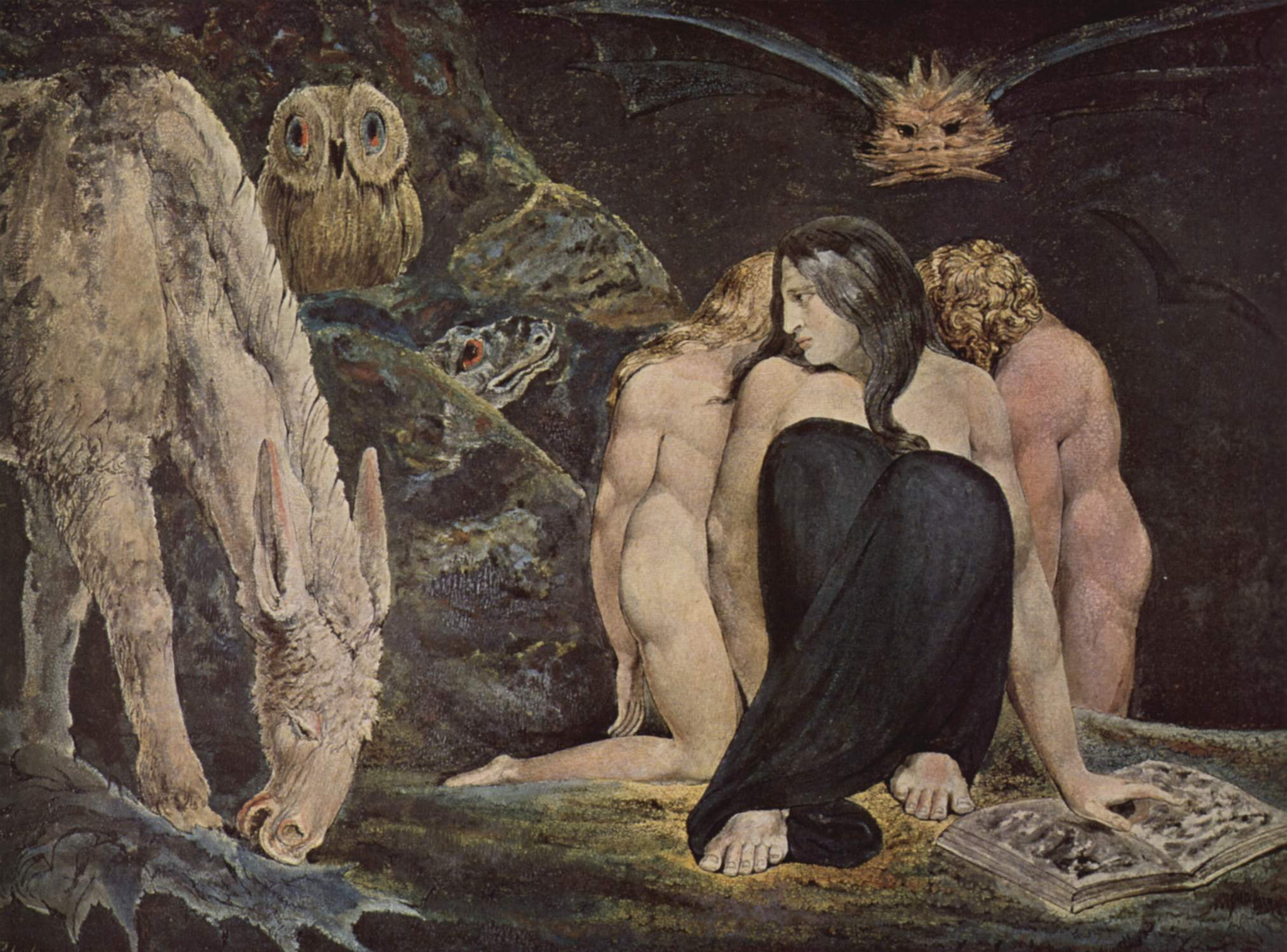
Hécate, aussi appelé The Night of Enitharmon's Joy, de William Blake (1795).

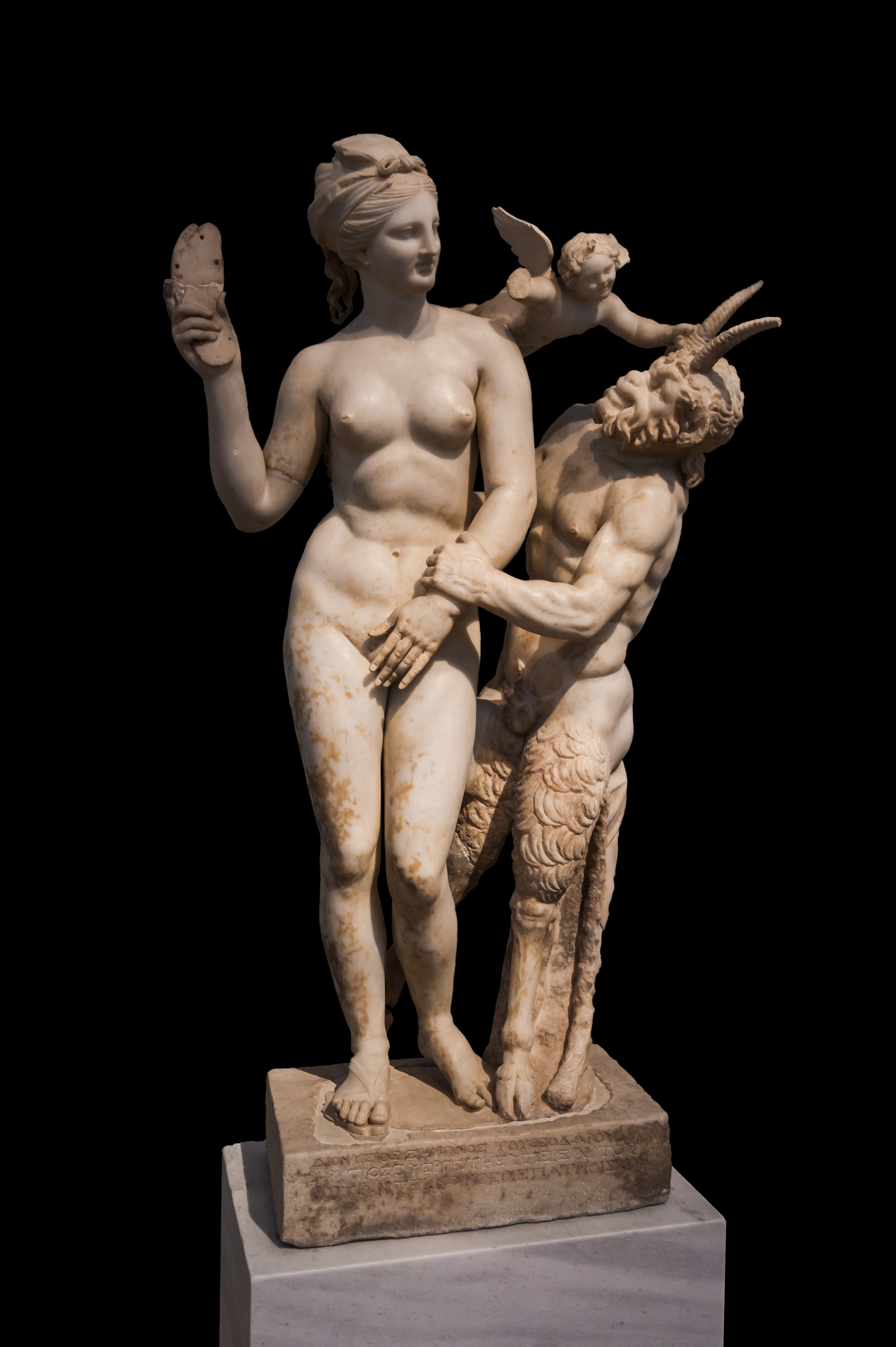
Groupe d'Aphrodite, Pan et Éros au musée national archéologique d'Athènes.